# Triforillonia
Triforillonia es un género extinto de animales caracterizado por presentar simetría trirradial. Predominaron durante el Ediacárico, antes de la explosión cámbrica en que aparecieron las modernas formas de vida animal. Habitaron en la península de  Avalon al sureste de Terranova, Canadá.

## Características
Los Triforillonia más primitivos tenían el cuerpo en forma discoidal, con lóbulos redondeados que salen de su roseta central, el cual pudo funcionar como un órgano de agarre
En la península de Avalon se encontraron comunidades de esta especie, en el cual detallan sus últimos momentos de vida antes de ser sofocadas por la ceniza volcánica